# SSBS S2
Die SSBS S2 war eine französische Mittelstreckenrakete für den Einsatz von Nukleargefechtsköpfen. SSBS steht für Sol-Sol Balistique Stratégique. Sie war die erste silobasierte Mittelstreckenrakete der französischen Atomstreitmacht.

## Entwicklung
Nach dem Zweiten Weltkrieg begann Frankreich Aggregat 4-Raketen (V-2) aus dem Deutschen Reich sowie Nachbauten dieser Raketen zu testen. Basierend auf den gewonnenen Erkenntnissen, entwickelten und testen verschieden französische Firmen Anfang der 1950er-Jahre Höhenforschungsraketen. Aufgrund einer Anregung des Ministère des Armées sollten diese Raketen auf ihre militärische Nutzung untersucht werden und das VE-Programm (véhicule expérimental) wurde ins Leben gerufen. Ab 1955 wurden im Rahmen von diesem Programm verschiedene Forschungsraketen auf dem Schießplatz Centre interarmées d’essais d’engins spéciaux (CIEES) in Algerien getestet. Um die Versuche der verschiedenen Firmen besser zu koordinieren, wurde im September 1959 die Société d'étude et de réalisation d'engins balistiques (SEREB) für die nationale Raketenentwicklung gegründet. In dieser Gesellschaft wurden Raketentechnik-Hersteller wie Nord Aviation, Sud Aviation, Safran Aircraft Engines, Dassault Aviation, Matra, ONERA sowie weitere Firmen vereint. Aus diesem Konsortium ging dann die Société Nationale Industrielle Aérospatiale (SNIAS) und später Aérospatiale hervor. Im Jahr 1961 definierte das das Ministère des Armées die Anforderungen für die militärische Mittelstreckenrakete, die einen Nukleargefechtskopf nach Moskau tragen sollte. Daraufhin entwickelte die SEREB in Zusammenarbeit mit dem Comité de recherches spatiales (CRS) sowie dem Comité d'action scientifique de la Défense nationale (CASDN) die Forschungsraketen Diamant und Saphir. Basierend auf diesen Entwürfen entstand bis 1965 der Technologiedemonstrator SSBS S1. Diese Rakete wurde zwischen 1965 und 1968 mehrmals von den Schießplätzen Biscarrosse und Hammaguir gestartet. Die SSBS S1 wurde zur SSBS S2 weiterentwickelt und zwischen 1968 und 1971 getestet. Mit den SSBS S1 und SSBS S2 wurden insgesamt 27 Testflüge durchgeführt. Von diesen verliefen 14 erfolgreich und 13 waren Fehlschläge. Die ersten S2-Raketen wurden 1979 an die Atomstreitmacht ausgeliefert. Bis zu diesem Zeitpunkt waren neun S2-Raketen zu Testzwecken gestartet worden. Bereits im Jahr 1967 wurde auf dem Plateau d'Albion im Département Vaucluse mit dem Bau von den Raketensilos für die SSBS S2 sowie der dazugehörigen Infrastruktur begonnen. Ursprünglich war geplant, 54 S2-Raketen zu stationieren. Diese Anzahl wurde aufgrund von Budgetkürzungen zuerst auf 27 und dann auf 18 reduziert.

## Technik
Die SSBS S2-Rakete war eine zweistufige Mittelstreckenrakete mit Feststoffantrieb. Die Rakete hatte eine typisch zylinderförmige Rumpfgeometrie mit einer Raketenspitze. Am Raketenheck waren vier trapezförmige Stabilisierungsflächen angebracht. Die Rakete kann grob in drei Sektionen aufgeteilt werden: Erste Antriebsstufe, zweite Antriebsstufe und Gefechtskopfsektion. Als Treibstoff verwendete die Rakete Isolan 29/9 auf der Basis von Polyurethan, Aluminiumpulver und Ammoniumperchlorat.

### Erste Antriebsstufe
Die Rakete verwendete als erste Antriebsstufe die P16-Stufe. Diese wog 16.940 kg und hatte einen Durchmesser von 1.500 mm. In ihr war das SEP902-Raketentriebwerk untergebracht. Das Triebwerk entwickelte am Boden einen Startschub von 534,4 kN. Die Schubkraft im Vakuum betrug 594,5 kN. Die maximale Brenndauer der ersten Stufe betrug 72 Sekunden. Die Beplankung der ersten Stufe bestand aus rostfreiem und hitzebeständigen Z2-NKDT-Stahl mit einer Wanddicke von 8–18 mm. Die vier frei rotierenden Düsen waren zum Schwenken des Schubstrahls kardanisch aufgehängt.

### Zweite Antriebsstufe
Die zweite P10- Antriebsstufe hatte ebenfalls einen Durchmesser von 1.500 mm und in ihr war das SEP903-Raketentriebwerk mit vier Düsen untergebracht. Das Triebwerk entwickelte im Vakuum eine Schubkraft von 320 kN. Die maximale Brenndauer dieser zweiten Stufe betrug 53 Sekunden. Die Düsen waren frei rotierend und zum Schwenken des Schubstrahls kardanisch aufgehängt. Auch die Beplankung der zweiten Stufe bestand aus demselben Stahl wie die ersten Stufe. Die zweite Antriebstufe verfügte über eine Schubterminierung. Zu diesem Zweck waren an der zweiten Raketenstufe kopfseitig Öffnungen angebracht, die zum gewünschten Zeitpunkt aufgesprengt wurden, wobei sich der Innendruck in der Treibstoffkammer schlagartig reduzierte. Oberhalb vom Raketenmotor befand sich das Instrumentenfach. In diesem befand sich die Lenkeinheit, die aus einem Trägheitsnavigationssystem mit einem Analog-Digital-Steuersystem bestand, welche von Sagem entwickelt wurde. Für die Übermittlung der Steuerbefehle verlief auf der Raketenoberfläche ein Kabelkanal zum Raketenheck.

### Gefechtskopfsektion
Oben auf der zweiten Antriebstufe war der Wiedereintrittskörper aufgesetzt. Dieser hatte eine kegelförmige Geometrie mit der Form eines Flaschenhalses mit einer ogiven Spitze. Der Wiedereintrittskörper verfügte über einen ablativen Hitzeschild. Im rund 1.000 kg wiegenden Wiedereintrittskörper befand sich eine Fission-Plutoniumbombe vom Typ MR-31 mit einer Sprengleistung von 120 kT. Dieser ist der weltweit größte Fission-Plutoniumsprengsatz. Der Kernsprengkopf hatte ein Gewicht von rund 700 kg.

## Stationierung und Einsatz
Die S2-Raketen waren auf der Luftwaffenbasis Apt Saint-Christol (Base aérienne 200) auf dem Plateau d'Albion im Département Vaucluse stationiert. Dort waren sie in zwei Raketenregimenter mit je neun Raketensilos aus Stahlbeton aufgeteilt, so dass die Atomstreitmacht über 18 startbereite S2-Raketen verfügte. Die Raketensilos hatten eine Entfernung von jeweils rund 400 m zueinander und waren über ein Gebiet von rund 360 km² verteilt. Das Trägheitsnavigationssystem der S2-Rakete konnte nur auf ein Azimut von 120° ausgerichtet werden, so dass sich die Ziele aller 18 Raketen in diesem Sektor befinden mussten. In der Lenkeinheit jeder S2-Rakete war ein fixes Zielgebiet einprogrammiert. Die Zeitdauer ab dem Startbefehl bis zum Raketenstart betrug rund 2 Minuten. Mit der S2-Rakete kam das sogenannte heiße Startverfahren zur Anwendung, bei dem das Raketentriebwerk der ersten Antriebsstufe bereits im Raketensilo gestartet wurde. Nach dem Ausbrennen der ersten Raketenstufe wurde diese abgesprengt und das Raketentriebwerk der zweiten Stufe zündete. Die Beschleunigungsphase (englisch boost phase) dauerte rund 125 Sekunden. Mit dem Ausbrennen oder der Schubterminierung der zweiten Antriebsstufe wurde der Wiedereintrittskörper mittels Pyrobolzen abgetrennt und die Antriebsstufe mit Bremsraketen abgebremst. Der Weiterflug des Wiedereintrittskörpers erfolgte nun steuer- und antriebslos auf der Flugbahn einer Wurfparabel. Dabei erreichte die S2 während des Flugs ein Apogäum von rund 600 km. Die S2 erzielte je nach Quelle einen Streukreisradius (CEP) von 900–1.000 m. Der Nukleargefechtskopf konnte in der Luft oder bei Bodenkontakt gezündet werden.

## Status
Die SSBS S2 war von 1971 bis 1980 auf dem Plateau d'Albion stationiert. Ab Juni 1980 wurden die S2-Raketen durch die SSBS S3 ersetzt. Die letzte S2-Rakete wurde Ende Dezember 1982 ausgemustert. Der letzte Teststart einer S2-Rakete fand im März 1977 statt.